# Académie de la Grande Chaumière

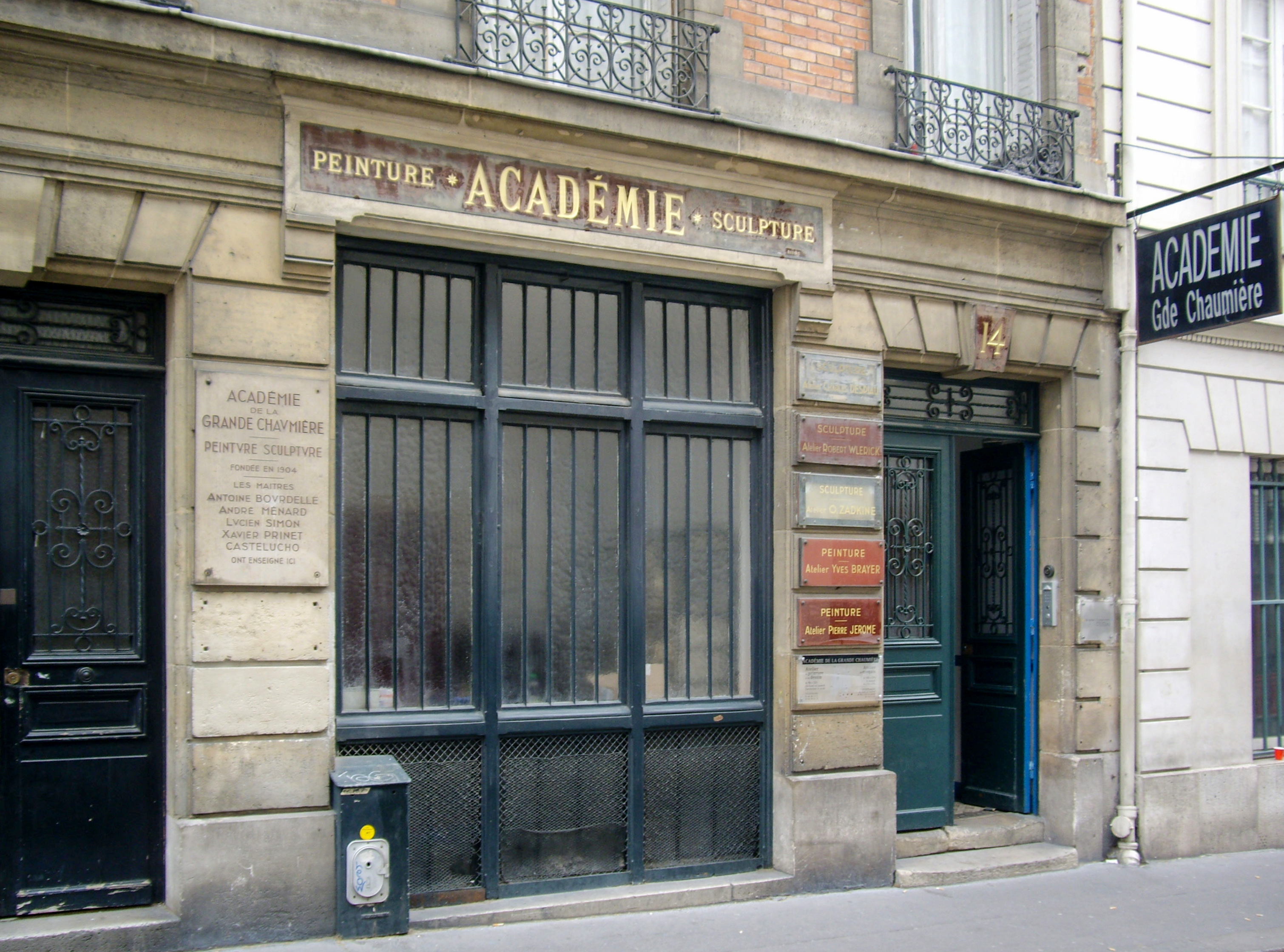
Fachada de la Academia de la Gran Chaumiere

La Académie de la Grande Chaumière (Academia de la gran casa con tejado de paja ) es una escuela de arte en el VI Distrito de París, Francia. La escuela fue fundada y animada en 1902 por la suiza Martha Stettler (1870-1945) (ocasionalmente llamada "Marthe"), que rehusó impartir docencia dentro de las estrictas reglas pictóricas de la Ecole-des-Beaux-Arts y por la rusa Alice Dannenberg. Abrió un resquicio para el surgimiento del "Art Indépendant" (Arte Independiente ). Fue renombrada como Academia Charpentier en 1957.
Uno de los atractivos de este atelier fueron las tasas, aún más bajas que las de la Académie Julian (que tenían que ser abonadas por adelantado). Todo lo que proveía era el modelo y el calor en invierno.

## Profesores
- Antoine Emile Bourdelle
- André Ménard
- Lucien Simon
- René Xavier Prinet
- Claudio Castelucho

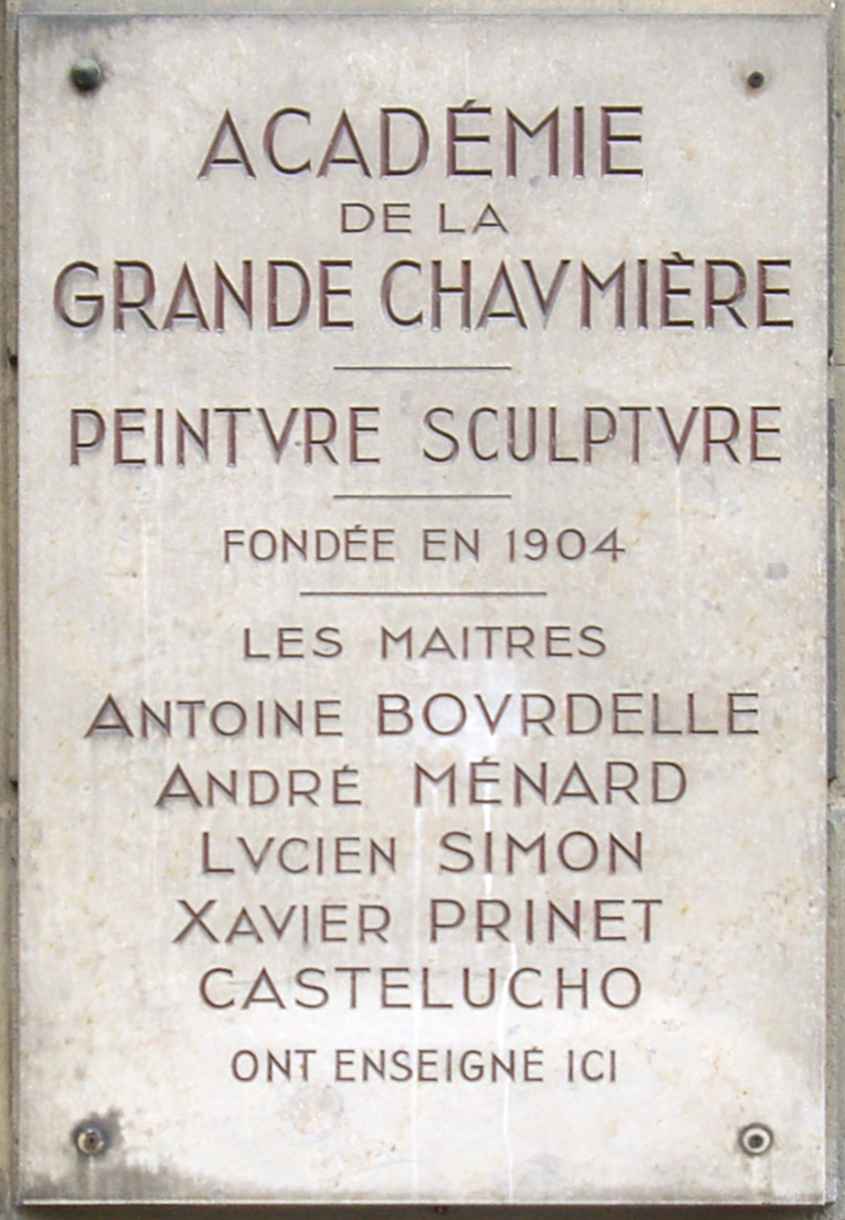
Placa de la Academia con la lista de los primeros profesores

Walter Sickert fue, durante un tiempo, supervisor semanal de las clases de la señorita Stettler. mientras que Jacques-Émile Blanche estaba enseñando.

### Antiguos profesores
| Clasificados por su lugar de origen | Clasificados por su lugar de origen | Clasificados por su lugar de origen |
| ----------------------------------- | ----------------------------------- | --- |
|                                     | Alemania                            | Walter Sickert |
|                                     | Bielorrusia                         | Ossip Zadkine |
|                                     | España                              | Claudio Castelucho |
| France                              | Francia                             | Emmanuel Auricoste - Jacques-Émile Blanche - Antoine Bourdelle - Maurice Denis - Felix Benneteau-Desgrois - Othon Friesz - Fernand Léger - André Lhote - André Ménard - René-Xavier Prinet - Lucien Simon |
|                                     | Polonia                             | Olga Boznańska |
|                                     | Suiza                               | Eugène Grasset |

## Recursos
- Dr. Eric Cabris, Ph.D., Biografie van kunstschilder Ghislaine de Menten de Horne (1908-1995), Brussels, V.U.B., 2008, p.4, nota al pie 3.

- Antoine Bourdelle, Laure Dalon, Cours & leçons à l'Académie de la Grande Chaumière, 1909-1929, Paris : Paris-Musées : Ed. des Cendres, 2008. ISBN 978-2-7596-0034-2